# Architektura renesansu w Europie Środkowo-Wschodniej

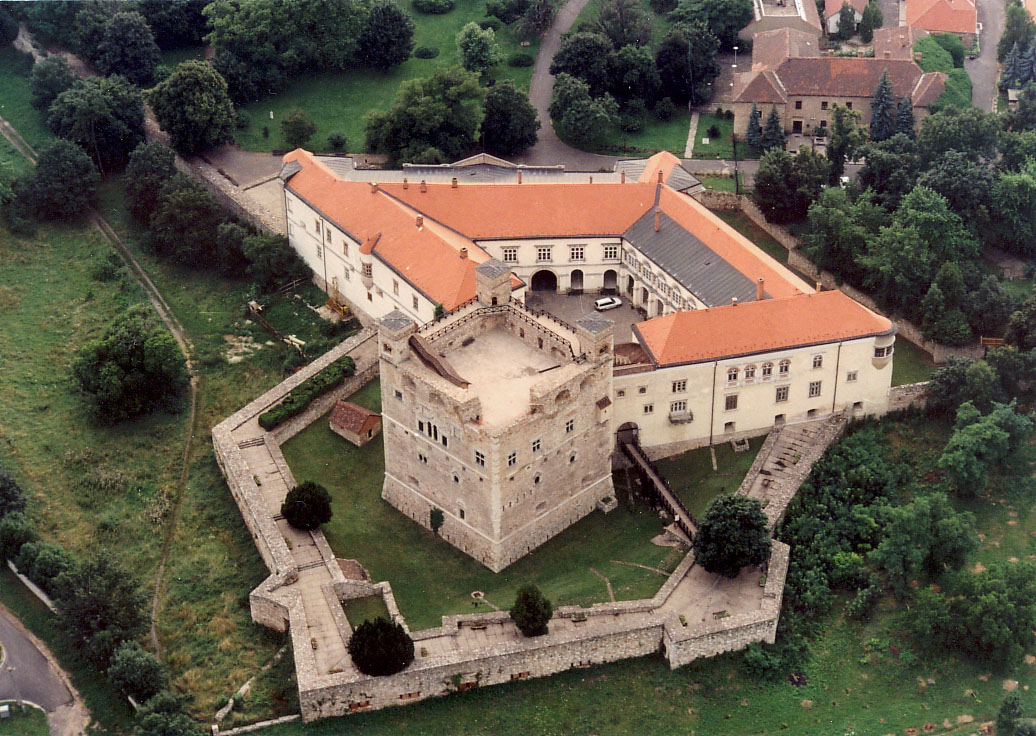
Zamek Rakoczego – Sárospatak

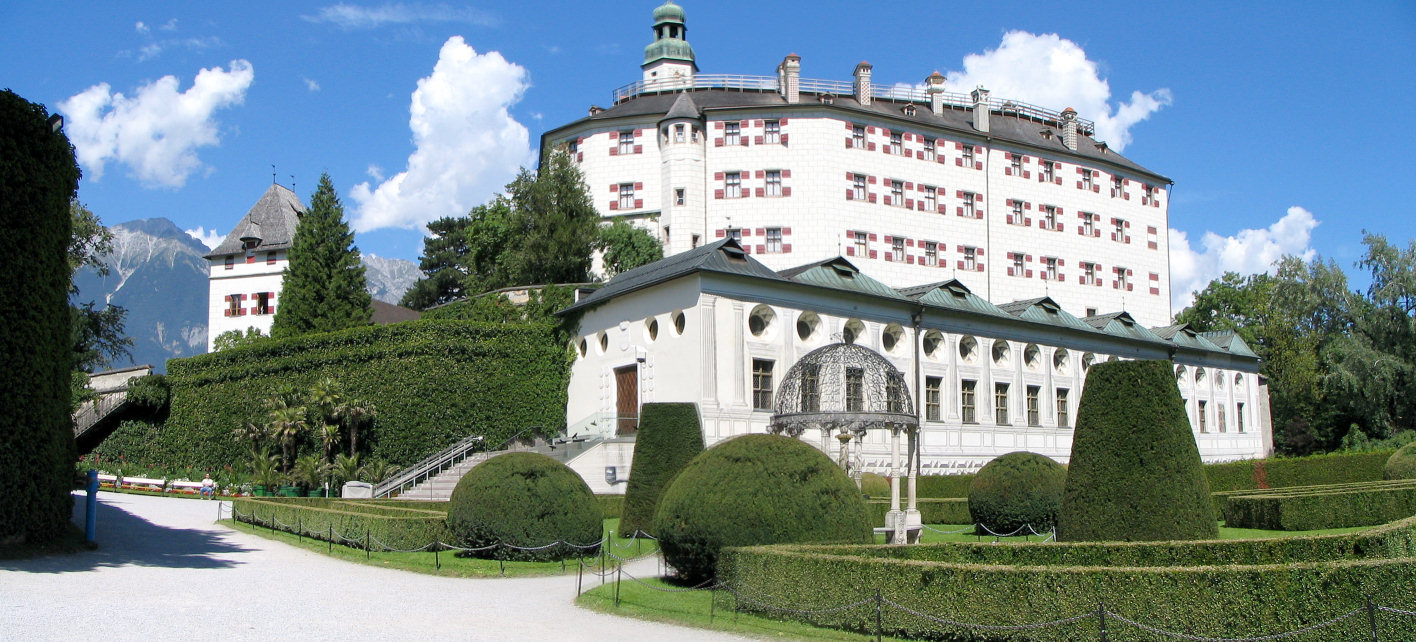
Zamek Ambras

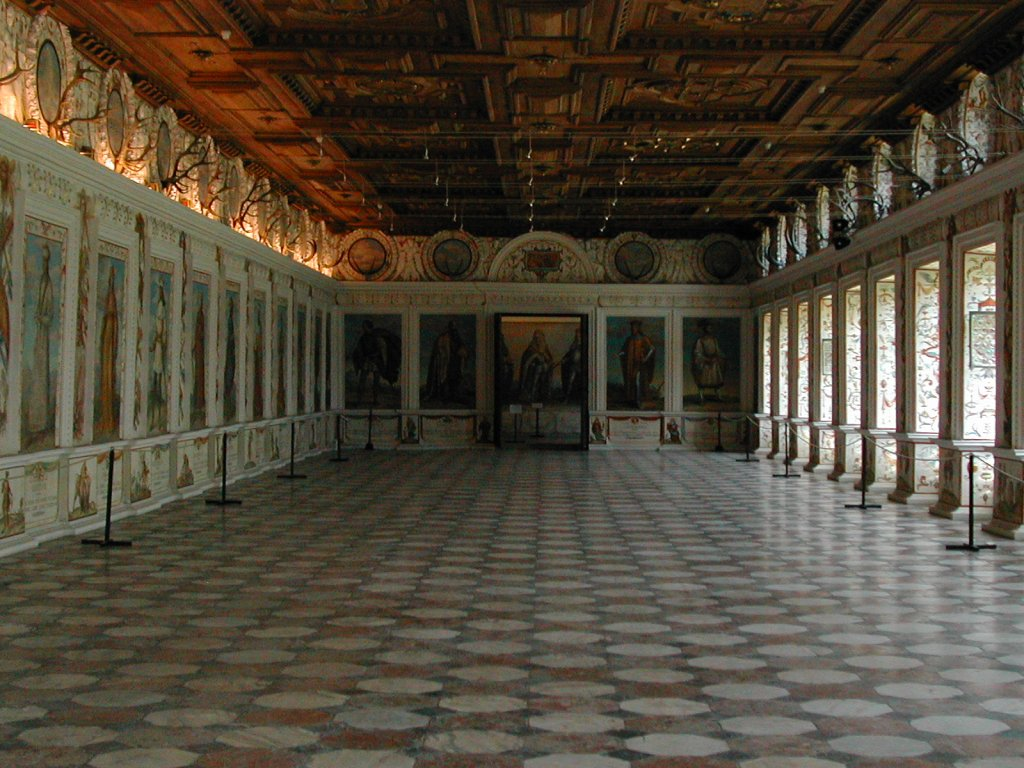
Zamek Ambras – Sala Hiszpańska

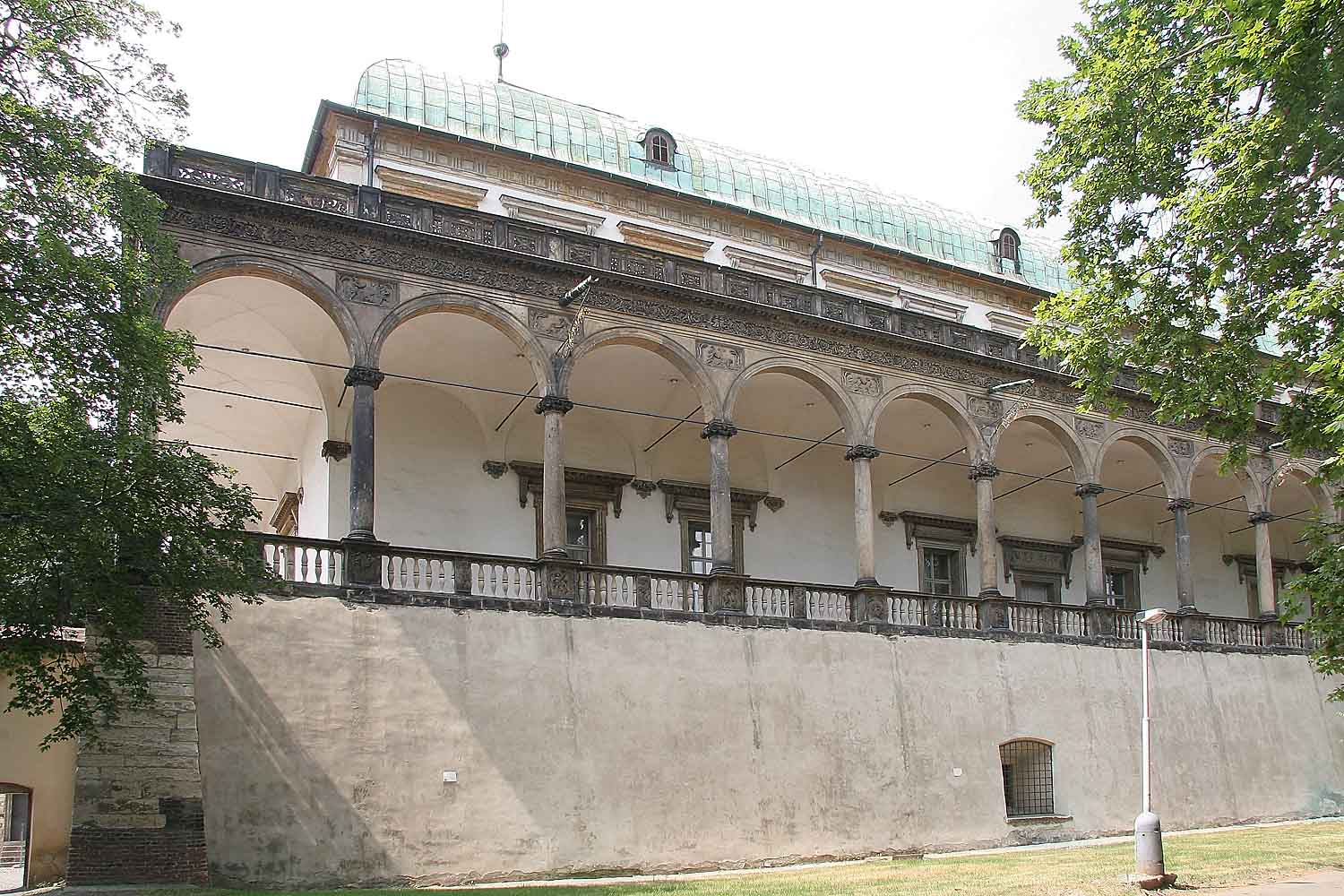
Hradczany – letni pałacyk królowej Anny Jagiellonki

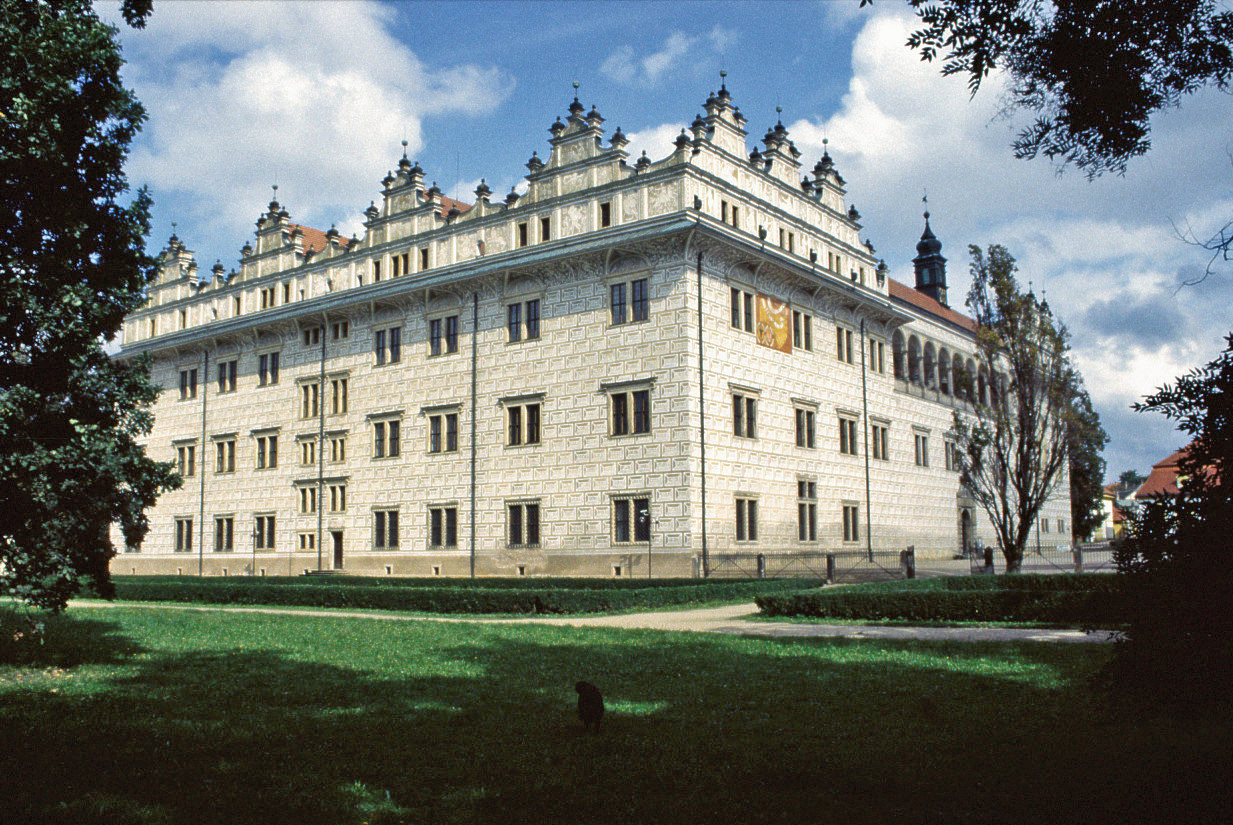
Zamek w Litomyšlu

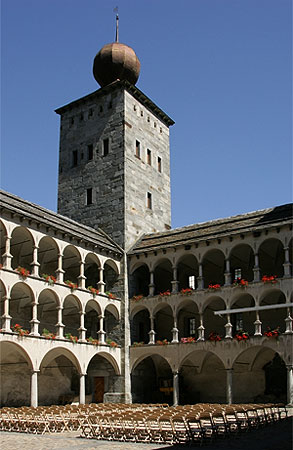
Dziedziniec zameku Stockalper

Architektura renesansu dotarła na tereny Środkowej i Wschodniej Europy z Włoch w XVI wieku. Była to przede wszystkim architektura świecka a budowle sakralne jeszcze przez wiele lat wznoszono w stylu gotyckim. Nowe prądy w sztuce przynieśli mistrzowie często zapraszani na dwory przez możnowładców panujących w tej części Europy.

## Węgry
Najwcześniej, bo już w 1490 r., pojawili się mistrzowie z Florencji na dworze węgierskiego króla, Macieja Korwina. Władca powierzył im przebudowę pałaców w Budzie i Wyszehradzie. W latach 1506–1507 r. biskup Tamás Bakócz w Ostyrzyhomiu (węg. Esztergom) ufundował kaplicę przeznaczoną na miejsce pochówku dostojników kościoła. Kaplica zachowana w Ostrzehomskiej bazylice uważana jest na najważniejszy zabytek okresu renesansu na Węgrzech. Najazd ziem węgierskich przez wojska tureckie a zwłaszcza przegrana bitwa pod Mohaczem w 1526 r. uniemożliwiło rozwój dopiero raczkującego renesansu na większości ziem. Tylko w Siedmiogrodzie i na obszarze pozostającym pod panowaniem dynastii habsburskiej renesans zdołał przetrwać. Na terenach zajętych przez Turcję większość budowli została zniszczona lub przebudowana. W Siedmiogrodzie, w Alba Iulia (Rumunia) w XVI wieku został przebudowany pałac, a do katedry św. Michała została dobudowana kaplica Lazoniusa (1512). W Sárospataku, przy średniowiecznych zabudowaniach klasztornych, Péter Perényi rozpoczął budowę wieży mieszkalnej, do niej dobudował wschodnie skrzydło (skrzydło Perényi). Kompleks zamkowy w XVII w. rozbudował Jerzy II Rakoczy (zamek Rakoczego). Gotycki zamek w Hunedoarze (Rumunia) został wzbogacony o renesansowe elementy (np. krużganki pałacowego dziedzińca).

## Austria
Do graniczącej z Włochami Austrii renesans dotarł ze sporym opóźnieniem (w XVI wieku) i współistniał i ostatnią fazą gotyku. Architektura renesansowa stosowana była przede wszystkim w restaurowanych i przebudowywanych zamkach i pałacach (np. zamek Rosenberg w Zell am See, adaptowany w XX wieku na ratusz). Do najbardziej znanych zabytków tego okresu należą:
- zamek Schallaburg, położony w odległości 5 km od Melk
- zamek Ambras w Innsbrucku przebudowany w drugiej połowie XVI wieku przez arcyksięcia Ferdynanda II, władcy Tyrolu
- ratusz i Landhaus w Grazu
- portal Salvatorkapelle w Wiedniu przy uliczce Salvatorgasse.

## Czechy
Nowe prądy w sztuce dotarły do Czech z przede wszystkim Włoch przez Węgry. Wpływ wywarła także architektura niemiecka i niderlandzka poprzez Saksonię. Pierwsze zwiastuny renesansu pojawiły się w architekturze na ziemiach czeskich za panowania dynastii Jagiellonów (pod koniec XV wieku). Były to zazwyczaj detale architektoniczne występujące w budowlach późnogotyckich. Po wstąpieniu na czeski tron dynastii Habsburgów powstały budowle w bardziej czystym, renesansowym stylu. Druga połowa XVI wieku to stopniowe odchodzenie od wzorów włoskich i okres przenikania do architektury rodzimych tradycji.
Jednym z pierwszych zabytków renesansu jest usytuowany w ogrodach zamkowych na Hradczanach letni pałacyk królowej Anny Jagiellonki – Belweder. Budowla powstała na zamówienie Ferdynanda I w latach 1534–1536. Zaprojektował ją włoski architekt Paolo della Stella a prace kontynuował Bonifác Wohlmut. Na Hradczanach znajduje się także pałac Schwarzenbergów. Rezydencja rodu Lobkowiczów powstała w połowie XVI wieku, wzorowano ją na architekturze toskańskiej.
Inne zabytki z okresu renesansu:
- zamki:
  - w Litomyšlu – zbudowany w latach 1568–1581, ozdobiony techniką sgraffito i dziedzińcem z arkadowymi krużgankami;
  - w Nelahozevsi, zbudowany w połowie XVI wieku w pobliżu Pragi należący do rodu Lobkowiczów o bogatej, sgraffitowej dekoracji, z salami o kasetonowych stropach;
  - w Pardubicach, przebudowany z gotyckiej twierdzy, z renesansowym dziedzińcem z XVI wieku, ozdobiony techniką sgraffito;
- Telč – miasto na Morawach z renesansową zabudową wokół rynku i kompleksem zamkowym z połowy XVI wieku.

## Szwajcaria
Na architekturę Szwajcarii wpłynęły przede wszystkim sąsiadujące z krajem Włochy. Na tereny zachodnie oddziaływała również sztuka francuska. W tym czasie powstały budowle świeckie i sakralne. Do znanych zabytków należą obiekty:
- Lucerna – ratusz 1599–1606, przebudowa kościoła Hofkirche
- Fryburg – ratusz (Hôtel de Ville), fontanna Samarytanina
- Lugano – fasada romańskiej katedry San Lorenzo (św. Wawrzyńca) z początku XVI wieku
- Sion – ratusz z połowy XVII wieku
- Genewa – ratusz z XV wieku (Hôtel de Ville) z renesansowym dziedzińcem
- Brig-Glis – barokowo-renesansowy zamek Stockalper (Stockalperschloss) z XVII wieku, wybudowany przez kupca Kaspara Jodoka von Stockalpera.

## Rosja
W architekturze Księstwa Moskiewskiego, pod panowaniem Iwana III (koniec XV wieku) widoczne są elementy architektury państw zachodnich. Do Moskwy sprowadzono kilku włoskich architektów, którym powierzono prace związane z odbudową niektórych budowli Kremla. Z Bolonii przybył Aristotele Fioravanti. W pierwszej kolejności zapoznał się z rosyjską architekturą Nowogrodu, Suzdala i Włodzimierza. Wzorując się na Uspieńskim soborze Włodzimierza, dodając do niej renesansowe elementy, zaprojektował sobór Uspieński na Kremlu w Moskwie. Cerkiew odbudowana w latach 1475–1479 zachowuje tradycyjny układ: wnętrze podzielone na nawy sześcioma filarami i przykrytego pięcioma jednakowymi kopułami. Nad pozostałymi polami architekt umieścił sklepienia krzyżowe. Z podobnym poszanowaniem dla miejscowej tradycji postępowali inni mistrzowie sprowadzeni do Księstwa Moskiewskiego. Twórczość ich wywarła niewielki i krótkotrwały wpływ na architekturę rosyjską zaznaczając się przede wszystkim w zastosowanych detalach architektonicznych.
Zabytki renesansu:
- sobór Zwiastowania (Błagowieszczeński) – dzieło budowniczych z Pskowa w latach 1484–1489.
- sobór Archanielski zbudowany w latach 1505–1508 przez Alevisio Novi z Lombardii. Cerkiew o tradycyjnym układzie bryły otrzymała elewacje, w których podział na pola zarysowany jest przy pomocy korynckich pilastrów a pola na wysokości sklepień wypełniają wachlarzowe dekoracje
- Granowita Pałata – budynek o fasadzie ozdobionej boniowaniem w ostre diamenty (stąd nazwa) zbudowany przez Marco Ruffo i Pietro Solari w latach 1487–1491
- dzwonnica Iwan Wielki, zaprojektowana przez Marco Bonno w 1508. Początkowo dwukondygnacyjna wieża została podwyższona na polecenie Borysa Godunowa w 1600 r. do 81,0 m, obecnie jest to najwyższa budowla Kremla.

|  |  |  |  |  |  |  |  |  |